# Setareki Bituniyata
Pas d'image ? Cliquez ici

a Compétitions nationales et continentales officielles uniquement.

b Matchs officiels uniquement.
Dernière mise à jour le 28 décembre 2024.
Setareki Bituniyata, né le 12 août 1995 à Suva (Fidji), est un joueur fidjien de rugby à XV jouant au poste d'ailier au Stade toulousain.
Il remporte le Championnat de France en 2024 et 2025 avec le Stade toulousain.

## Biographie

### Jeunesse et formation
Setareki Bituniyata a débuté le rugby sur son île natale.

### Carrière en club
Setareki Bituniyata s'engage avec le RC Massy Essonne au printemps 2017 et rejoint ainsi la Pro D2.
En juillet 2019, il rejoint le Top 14 en s'engageant avec le CA Brive Corrèze. En février 2020, il participe à l'In Extenso Supersevens avec l'équipe briviste. En novembre 2020, il prolonge jusqu'en 2024 avec le club corrézien.
Après la descente de son club durant la saison 2022-2023, il s'engage avec le Stade toulousain en tant que joker Coupe du monde pour la saison 2023-2024, afin de pallier les nombreuses absences de joueurs internationaux,. Après de bonnes performances, il prolonge en novembre 2023 son contrat jusqu'à la fin de la saison 2023-2024,.
Au mois de décembre 2024, il est victime d'une rupture du ligament croisé du genou droit lors d'un match de Top 14 contre le Lyon OU, ce qui met fin à sa saison 2024-2025.

### Carrière internationale
Setareki Bituniyata a évolué pour l'équipe des Fidji de rugby à sept durant la saison 2016-2017 en participant à 8 des 10 étapes du circuit mondial et en jouant 41 matches et marquant 10 essais. Il termine troisième de la saison avec les Fidji.

## Palmarès

### En club
- Stade toulousain
  - Vainqueur du Championnat de France en 2024 et 2025[N 1]

### En sélection nationale
- Troisième du World Rugby Sevens Series en 2017